# بخش سالین (شهرستان جفرسون، اوهایو)
بخش سالین (به انگلیسی: Saline Township) یک منطقهٔ مسکونی در ایالات متحده آمریکا است که در شهرستان جفرسون، اوهایو واقع شده‌است.
 بخش سالین ۵۵٫۷ کیلومتر مربع مساحت و ۱٬۳۵۳ نفر جمعیت دارد و ۲۰۹ متر بالاتر از سطح دریا واقع شده‌است.